# 瑞龍寺 (高岡市)
36°44′08″N 137°00′38″E / 36.735595°N 137.010504°E
瑞龍寺（日语：／ Zuiryūji */?）是一座位於日本富山縣高岡市關本町的曹洞宗佛寺，山號是高岡山，本尊是釋迦牟尼，開基者是加賀前田家的第3代家督前田利常。瑞龍寺的佛殿、法堂和山門是日本國寶，為富山縣內最早兼唯一獲指定的國寶，佔地約2萬平方米，境內的總門、僧堂、大茶堂、高廊下、北迴廊、東南迴廊、西南迴廊和寺藏紙本墨書後陽成院宸翰御消息則是重要文化財。瑞龍寺最初建有七間淨頭（東司）、浴室、韋駄天堂、鎮守堂和眾寮。其中，韋駄天堂、鎮守堂和眾寮均在萬治3年（1660年）建成，而韋駄天堂則是當時供奉韋駄天的地方，高約4米，鎮守堂則作為神社的本殿遷移至高岡市的赤祖父神社，這三座建築物的拆毀時期均不明。

## 歷史

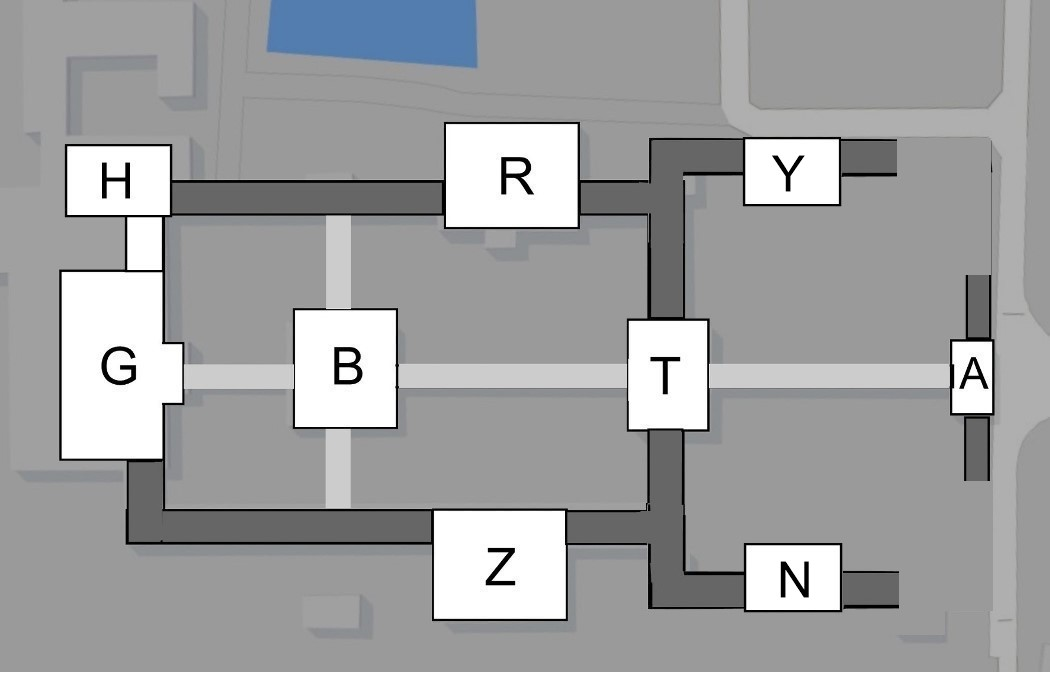
伽藍配置圖 A：總門、T：山門、B：佛殿、G：法堂、Y：浴室遺跡、N：淨頭遺跡、R：大庫裏、Z：禪堂、H：大茶堂

天正3年（1575年），前田利家作為府中三人眾一員入主了越前府中城，並且歸依了當時位於越前國高瀨（現福井縣越前市高瀨）的寶圓寺僧人大透圭除。天正9年（1581年），利家拜領能登後建立了分寺，兩年後轉移至金澤城時將寶圓寺遷移至金澤，也就是現在的寶圓寺。文祿3年（1594年），大透圭除回到能登的寶圓寺，並且以利家之母長齡院的名稱，將能登的寶圓寺改命名為長齡寺。慶長10年（1605年），前田利長在富山城隱居，四年後由於富山城發生火災而被焚毀，他便移居至高岡城，當時在金澤的寶圓寺也轉移至高岡，並且改稱法圓寺:15。

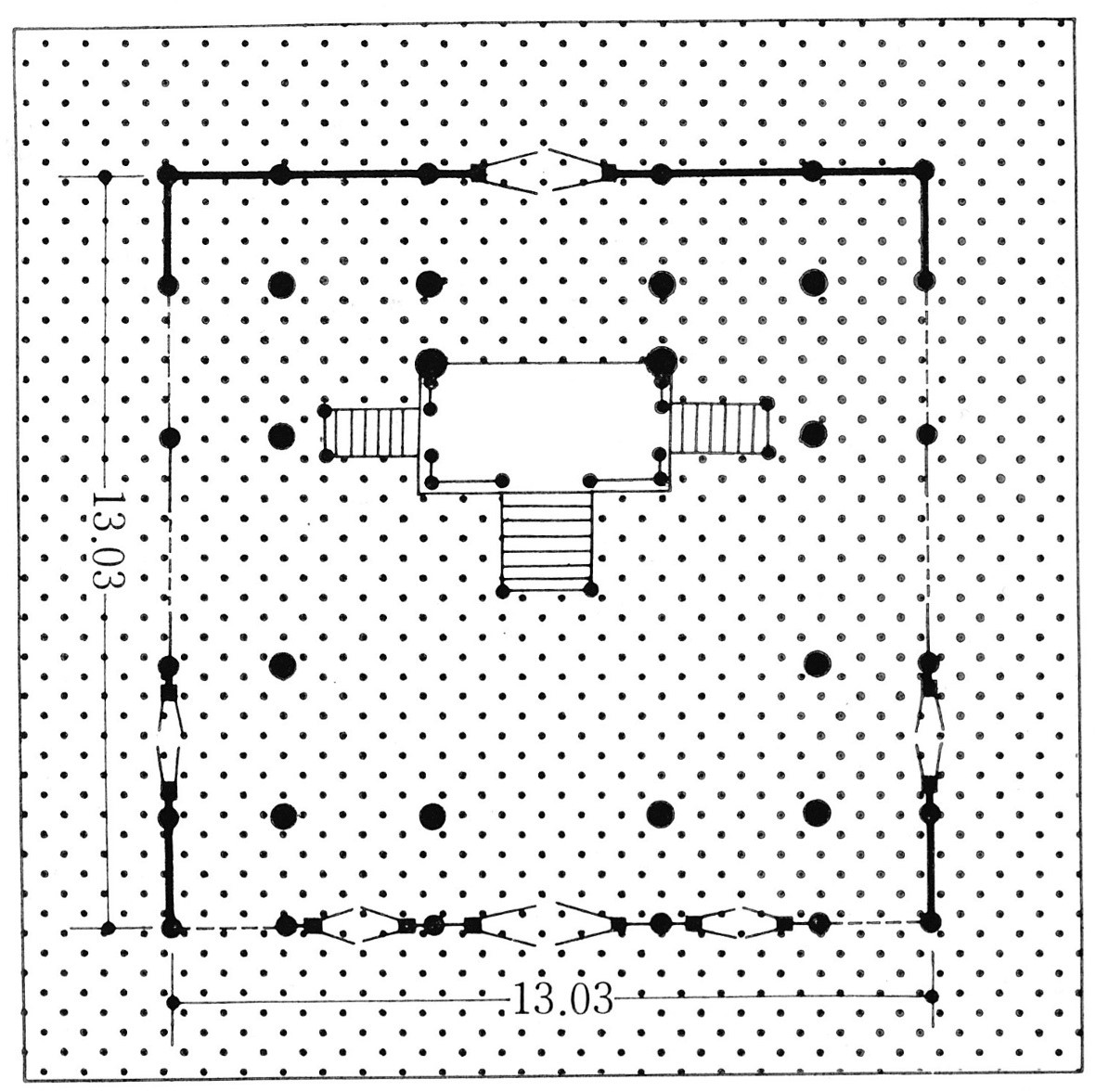
佛殿平面圖

慶長19年（1614年），利長死去後繼任家督的前田利常取其法名「瑞龍院殿聖山英賢大居士」中的瑞龍二字，將法圓寺改稱瑞龍寺，並且將其視作利長的菩提寺，寺領是300石:488。正保3年（1646年），利常在瑞龍寺附近著手興建了前田利長墓所的同時，以建仁寺流的方式大規模改建瑞龍寺，按明和8年（1771年）的《高岡町圖之辨》記載，山門、佛殿和法堂等主要伽藍分別在正保、明曆和萬治年間建成，剩餘的迴廊等其他部分，最晚的也在寬文3年（1663年）全數完工。延享3年（1764年），山門北面的浴室失火，結果導致浴室、山門、七間淨頭和禪堂都付之一炬。伽藍雖然大部分在早期已經重建，但是礙於加賀藩的財政問題，山門則延至文化10年（1813年）才獲准重建，最終在文政元年（1818年）11月完工。瑞龍寺原本佔地達33,643步，設有塔頭東漸院、龜占庵、法性庵和林洞庵，但是瑞龍寺在廢藩置縣後失去了來自加賀藩的援助，而且受到廢佛毀釋的影響，禪堂改建成火首金剛堂，大庫裏、浴室和迴廊等部分建築物也遭到拆毀，直至明治至大正時才逐漸重建東面部分的迴廊，重塑了原本伽藍的面貌。1985年11月，文化廳與高岡市、富山縣等合作，由大林組和松井建設對瑞龍寺進行大規模維修工程，造價達23億日元，直至1996年3月才完工。2000年開始，瑞龍寺在春季有三天，夏季和冬季則各有兩天，於晚上會點燈，並且讓信眾入內參拜，2011年開始每年2月則會舉行「晚上祈願與大福市」。

## 伽藍
- 總門
- 山門
- 佛殿

瑞龍寺的伽藍分為總門、山門、佛殿、法堂、僧堂、大庫裏、大茶堂和迴廊等等，其七堂伽藍是模仿了中國的徑山寺的設計，而最初負責興建的則是一名叫山上善右衛門嘉廣的加賀藩御用工匠，那谷寺、妙成寺、氣多大社和日石寺等藩內寺社皆由他負責興建，後來部分伽藍焚毀後則由他的後裔山上善右衛門吉順接手重建。這種以一直線左右對稱方式興建的伽藍在日本屬於瑞龍寺獨有的建築模式。
總門建於明曆年間（1655年－1658年），瑞龍寺官方則指建於正保年間（1645年－1648年），後來才遷移至現在的位置，建築風格是三間一戶藥醫門，懸山頂式柿葺屋頂，左右兩邊是袖壁。1928年4月4日，總門獲指定為重要文化財
山門最早建於建於正保2年（1645年），在萬治年間（1658年－1651年）曾經搬遷重建，經歷延享3年（1764年）的火災後，最終在文政元年（1818年）11月完工，瑞龍寺官方則稱山門在文政3年（1820年）完工。建築風格是底層為歇山頂式柿葺屋頂，左右均有山廊，各長三間，寬一間，上層是懸山頂式柿葺屋頂，以和算的方式設計而成。底層左右兩邊各有一尊高3.4米的金剛力士像，上層則有十六羅漢像。2004年3月19日，日本郵政推出了以山門為題材的紀念郵票。山門在1982年6月11日獲指定為重要文化財，1997年12月3日上調為國寶。
佛殿建於萬治2年（1659年），建築風格是長三間，寬三間，副阶周匝一層，歇山頂式鉛瓦葺，殿內供奉了釋迦牟尼的坐像，高72.5厘米，其左右分別是文殊菩薩和普賢菩薩的坐像，均高75厘米，其中釋迦牟尼坐像與由范道生設計，供奉於萬福寺的白衣觀音像有幾分相似，文殊和普賢則分別以獅子和白象為坐騎，屬大乘佛教的象徵，這些佛像都被認為是源於中國。另外，殿內也供奉了菩提達摩、媽祖的隨從千里眼和浴室的守護神跋陀婆羅等罕見的佛像，這些佛像均是以一木造的方法雕成，屬於明清時代中式佛像的典型特徵。佛殿在1909年4月5日獲指定為重要文化財，1997年12月3日上調為國寶。
- 法堂
- 僧堂（禪堂）
- 大庫裏

法堂建於明曆元年（1655年），佔地186坪，內部建築風格是書院造，殿內天花的花草圖案出自狩野安信手筆，內陣的襖和牆壁都鋪滿金箔，在內陣的盡頭供奉了前田利長的牌位，另外亦供奉了廁所之神火首金剛。法堂長十一間，寬九間，歇山式銅板葺屋頂，向拜型玄關長二間，寬一間，向唐破風造式銅板葺屋頂。法堂在1928年4月4日獲指定為重要文化財，1997年12月3日上調為國寶。
僧堂（禪堂）在僧人修行時稱作僧堂，坐禪時則稱作禪堂，建於寬永元年（1624年），建築風格是長七間，寬五間，正面向唐破風向拜型玄關，背面和兩側有屋簷，懸山頂式柿葺屋頂。本來的僧堂毀於延享3年（1746年）的火災中，後來雖然立即重建，但是在幕末時規模已經縮減至原來的三分之一，並且改建成火首金剛堂，後來在1990年進行的工程中回復原貌。僧堂在1982年6月11日獲指定為重要文化財，瑞龍寺的僧堂是日本國指定文化財中僅有的三座之一，其餘兩座僧堂分別位於東福寺和萬福寺。
大庫裏是瑞龍寺的廚房和事務所，長十間，寬六間，向拜型玄關，懸山頂式柿葺屋頂，最早建於萬治年間（1658年－1660年），在幕末至明治初期時拆毀，後來在昭和平成時期的維修工程時才重建。庫裏內供奉了韋馱，跟佛殿內供奉的佛像一樣都是中式佛像，在明曆元年至明曆3年（1655年－1657年）期間由加賀前田家寄進至瑞龍寺。2019年，隨著NHK大河劇《韋駄天～東京奧運故事～》開始播放，原本遮擋著韋馱像的格子門也臨時被拆除，為期一年。大庫裏作為北迴廊的一部分在1982年6月11日獲指定為重要文化財。
- 大茶堂內部，右邊是賓頭盧像
- 迴廊內部
- 北迴廊（左邊盡頭是大茶堂，中間突起部份是鐘樓，右前方是大庫裏）

大茶堂建於明曆年間（1655年－1658年），長23.6米，寬9.8米，歇山頂式柿葺屋頂，內部採用了土藏式的建築方法來作防火用途，殿內也供奉了賓頭盧。1997年12月3日，大茶堂獲指定為重要文化財。
迴廊分為北迴廊、東南迴廊和西南迴廊。北迴廊建於寬文元年（1661年）左右，總長五十六間，寬一間，兩下造式柿葺屋頂，連接了大茶堂與大庫裏，兩座建築物之間的鐘樓內的佛鐘原本是黃檗宗開山始祖隱元隆琦讓長崎的工匠在萬治2年（1659年）時鑄造出來的，後來在延享3年（1746年）的火災中焚毀，現存的佛鐘是由高岡的工匠在明和5年（1768年）時所仿製，高148厘米，直徑為87厘米，鐘樓本身則建於寶曆13年（1763年），北迴廊的東面一半部分則建於寬延元年（1748年）。另外，東南迴廊建於寬延元年（1748年），總長二十間，寬一間，兩下造式柿葺屋頂，西南迴廊則建於寬文元年（1748年〕，總長三十五間，寬一間，兩下造式柿葺屋頂，迴廊全體均在1982年6月11日獲指定為重要文化財。除此之外，連接著法堂與大茶堂的高廊下也是同日指定的重要文化財，長七間，寬二間，兩下造式柿葺屋頂。

## 文化財
- 火首金剛像
- 石廟

除了伽藍外，瑞龍寺亦有其他文化財，包括重要文化財「紙本墨書後陽成院宸翰御消息」，講述後陽成天皇在承應4年（1655年）向關白近衛家要求批改自己的和歌，由前田利常奉納至瑞龍寺。另外，「木造烏芻沙摩明王立像」（火首金剛像）、「紙本墨書近衛信尋筆懷紙」和「前田家寄進的寶物」均是富山縣指定有形文化財，其中火首金剛像被認為是鎌倉時代的檜木製佛像，下方雕有一豬頭人，紙本墨書近衛信尋筆懷紙則是江戶時代茶人近衛信尋的懷紙，與火首金剛像的指定日均是1969年10月2日，而前田家寄進的寶物則包括了畫作17幅、墨寶23幅和工藝品兩個，這些寶物多與豐臣秀吉、豐臣秀賴、織田信長和狩野探幽等人有關，其中也包括了孝明天皇的口宣旨等等，指定日是1965年1月1日。
位於西南迴廊後方的硬山頂型越前式石廟以被稱為越前石的淡綠色凝灰岩建成，內部有寶篋印式塔，五座石廟分別供奉前田利長、前田利家、織田信長、織田信長側室和織田信忠，其中以利長的石廟規模最大，正面外牆是不動明王和多聞天王的立像，背面是阿彌陀佛的來迎像，左右兩側則是25尊菩薩的浮雕。1970年3月2日，石廟獲登錄為富山縣指定史跡。此外，寺藏的四季山水圖襖，由狩野派畫家久隅守景繪於明曆年間（1655年－1658年），為一幅長達八面的屏風山水畫，在1962年3月30日獲登錄為高岡市指定文化財。

### 註解
1. ↑  菅沼晃（日语：菅沼晃）認為寶圓寺是源於前田利長為了追悼織田信長而建的[7]。
2. ↑  歷史學家米澤康在《國史大辭典》中參考了富田景周（日语：富田景周）的《越中國高岡山瑞龍閣記》和《高岡市史》，指出法圓寺在正保3年（1646年）先改稱作瑞龍院，瑞龍寺一詞則最早見於刻於萬治元年（1658年）的鐘銘[8]。
3. ↑  有說法認為是明曆元年（1655年），富山市鄉土博物館（日语：富山市郷土博物館）的學藝員萩原大輔則指出《貞享二年寺社由緒書上》顯示實際上的改建日期是承應2年（1653年）[10]。
4. ↑  文化廳認為佛殿建於萬治2年（1659年）[11]，法堂則是建於明曆元年（1655年）[12]。
5. ↑  瑞龍寺官方稱山門在文政3年（1820年）完工[13]。
6. ↑  藥醫門是指主力柱之間有兩支橫樑，上方是懸山頂平入（日语：平入）屋頂的門[23]。
7. ↑  兩下造是指沒有博風板的懸山頂建築[39]。